# Concatedral de Santa María del Romeral (Monzón)
La concatedral de Santa María del Romeral es un templo católico situado en la ciudad de Monzón, en la provincia de Huesca, España. Es sede catedralicia de la diócesis de Barbastro-Monzón junto con la catedral de Barbastro. Está declarada bien de interés cultural en España como monumento histórico-artístico.

## Historia
Fue construida entre finales del siglo XII y principios del siglo XIII, sobre una iglesia anterior, consagrada en 1098. A lo largo de la Edad Media acogió en varias ocasiones a las cortes del reino y de la corona de Aragón. Durante el siglo XVII se llevaron a cabo una serie de actuaciones en el templo, perdiéndose el claustro románico y construyéndose la cripta y el campanario actuales, en estilos barroco y mudéjar. En 1904 se reformó la torre dotándola de un nuevo reloj.

## Características
Desde el exterior de la iglesia se percibe en cierta medida la estructura interior del templo. El punto de vista más interesante es el conformado por los ábsides medievales de la iglesia juntno a la torre mudéjar que sustituye a la linterna original, construida en el siglo XVII. También destaca la visión desde la plaza donde se sitúa la actual sacristía, que fuera el claustro del templo, y por supuesto la plaza situada en la puerta de entrada al templo, en su lado norte.
El acceso al templo se realiza atravesando un pequeño atrio cubierto construido en época moderna. La estructura interior está formada por tres naves sobre las que se voltea bóvedas de cañón, que en la nave central es apuntada y que tienen prácticamente la misma altura, constituyendo una planta de salón. Destaca la ausencia de una fachada monumental, lo que se debe quizás a las remodelaciones posteriores añadiendo tres capillas a los pies del templo. Las capillas de los pies tienen un interés propio, están hechas en distintas épocas y presentan rasgos de distintos estilos, incluso coronándose la que se dedica en la actualidad a los curas mártires de la Guerra Civil por una torre lucernario o cimborrio. También entre las capillas de época posterior destaca la capilla del bautismo, situada a la izquierda de la entrada y construida en un elegante estilo gótico.
El transepto del templo destaca sobre la planta del templo. Sobre él se corona inmediatamente con tres ábsides, que puede que originalmente fueran románicos, pero que ya desde época temprana fueran dos románicos y semicirculares, el central y el del lado de la epístola, siendo el otro ábside poligonal en estilo gótico. De la zona de la cabecera del templo destaca la zona del crucero, coronada por bóveda de nervaduras durante la construcción de la torre y que acoge el altar mayor, adelantado aquí con posterioridad. De los ábsides, destaca la profundidad del ábside central frente a los otros, por cuestiones litúrgicas.
Cabe destacar del templo que presenta una pureza formal en el estilo románico. Las largas bóvedas de cañón se sostienen por enormes pilares que cuentan con semicolumnas adosadas a los mismos. Los capiteles de estas presentan una decoración de finos motivos geométricos, influida por el arte islámico, que sólo presentan una figura humana en alguno de ellos. La presencia de las semicolumnas se convierte al nivel de arcos fajones y arcos torales en una línea doble que da una ornamentación muy bella.
El templo fue techado en madera con posterioridad, pues en principio tuvo tejado a dos aguas de piedra que se sitúa directamente sobre las bóvedas, y que aun hoy se conserva. La torre barroca está construida en ladrillo, pese a que el resto del templo está construido con sillares. Presenta tres niveles, el primero de planta cuadrada y los dos siguientes de planta octogonal. La ornamentación de la misma sigue la línea de sobriedad del propio templo, con una decoración de motivos geométricos y arquillos ciegos que son influencia directa del arte mudéjar. En el segundo nivel, el primero octogonal, se abre el campanario, que cuenta con ocho campanas, una de 1930, dos de 1940 y otras cinco de 1999. Además, en la parte más alta de la torre se disponen dos campanas para marcar la hora, que datan de principios del siglo XX

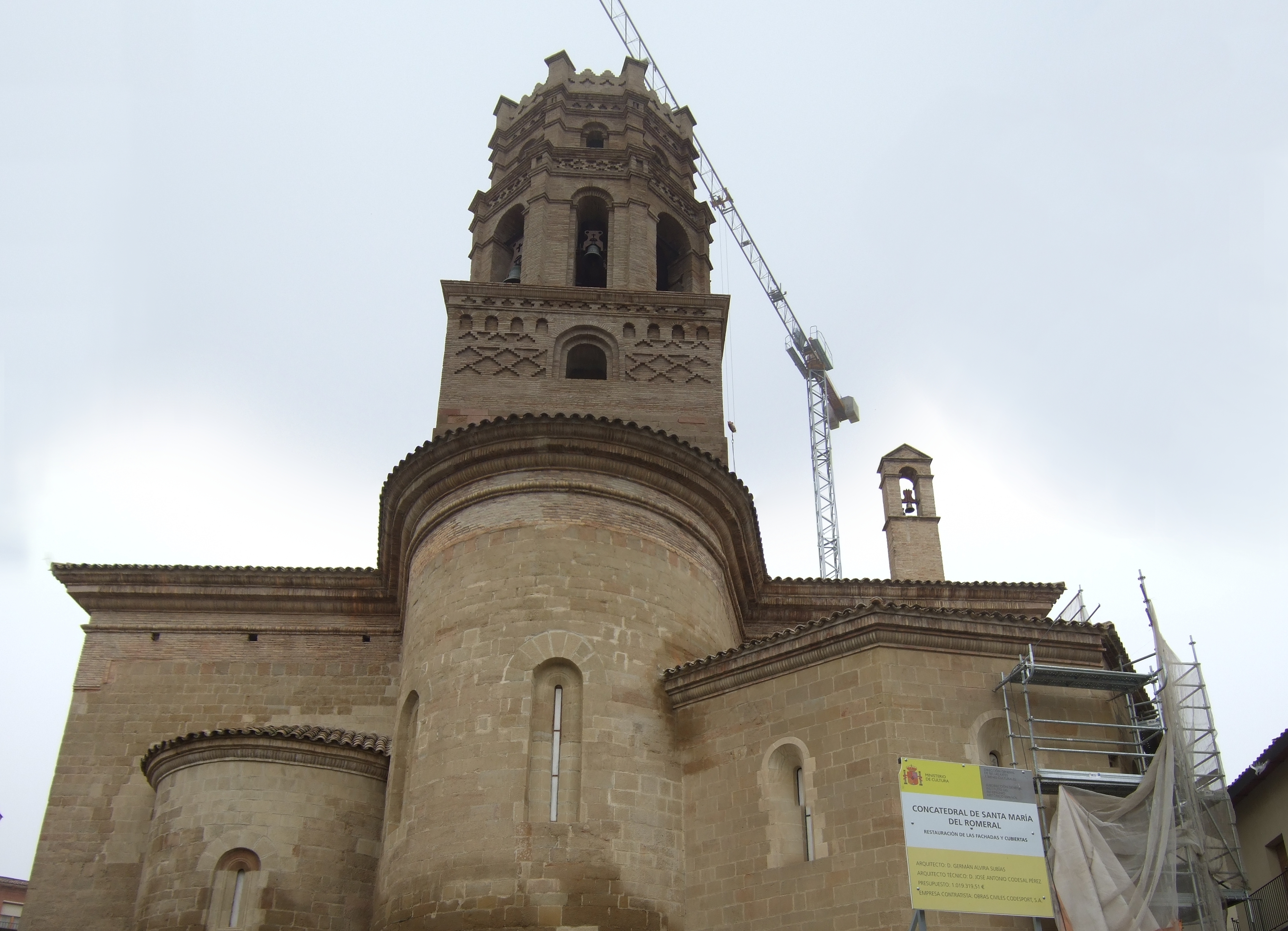